# Agaricochirus acanthinus
Agaricochirus acanthinus är en kräftdjursart som beskrevs av McLaughlin 1982. Agaricochirus acanthinus ingår i släktet Agaricochirus och familjen eremitkräftor. Inga underarter finns listade i Catalogue of Life.